# 양정묵
양정묵(梁正默, 1875년 ~ ?)은 대한제국 시기에 일진회 회원으로, 일제강점기 당시에 만주 지역에서 만주보민회 회원으로 활동했던 인물로, 본적은 전라남도이며 전라남도 목포 출신이다.

## 생애
1907년 전후에 일진회 목포 지역 간부를 역임했으며, 1919년에는 시천교 포덕사로 임명되었다. 1919년 10월 11일에는 이동휘 대한민국 임시 정부 국무총리의 명령을 받은 동료들과 함께 독립 운동 자금으로 활용한다며 경성부 종로통 6정목 260번지에 위치한 안우준(安祐濬)의 저택에 있던 지하실에서 중국 지폐를 위조한 혐의로 안우준(安祐濬), 정태영(鄭泰英), 조내헌(趙乃憲), 박행원(朴幸源), 이회로(李曾魯), 최영의(崔榮儀), 김석기(金錫基)와 함께 경성부 종로경찰서에 의해 체포되기도 했다.
1920년부터 1921년까지 제우교(濟愚敎) 본부 북만주 총지부령에서 근무했고, 1920년 1월 만주보민주식회사(滿洲保民株式會社) 발기인과 주주로 참여했다. 1921년 3월 전후에 만주보민회 총본부 부회장으로 임명되었으며, 같은 해 4월 제우교 신도사로 임명되었다. 만주보민회 총본부 부회장 재직 시절 만주보민회 세력을 간도 지역으로 확장하는 데에 적극 협력했으며, 특히 간도 지역에서 활동하던 일제의 항일 세력 탄압에 적극 가담했다. 1924년 일본 정부로부터 만주보민회 해산분배금 187원 50전을 받았고, 1926년 2월에는 제우교 부교령으로 임명되었다.
1938년 11월부터 1940년 4월까지 옛 일진회 출신 인사들이 결성한 친일 단체인 대동일진회(大東一進會)에서 상담역, 사회부장을 역임했다. 광복 이후인 1949년에 반민족행위특별조사위원회에 체포되었다. 1949년 6월 22일 서울지방법원에서 열린 특별재판부 결심 공판에서 검사로부터 징역 2년을 구형받았지만 재판장으로부터 무죄를 선고받았으며 그 뒤의 행적은 남아 있지 않다.

## 사후
- 민족문제연구소의 친일인명사전 수록자 명단의 친일단체 부문과 해외 부문, 친일반민족행위진상규명위원회가 발표한 친일반민족행위 705인 명단에 포함되었다.

## 같이 보기
- 일진회
- 만주보민회
- 제우교

## 참고자료
- 친일반민족행위진상규명위원회 (2009). 〈양정묵〉. 《친일반민족행위진상규명 보고서 Ⅳ-9》. 서울. 768~778쪽.